# Tetonia
Tetonia es una ciudad ubicada en el condado de Teton en el estado estadounidense de Idaho. En el Censo de 2010 tenía una población de 269 habitantes y una densidad poblacional de 183,18 personas por km².

## Geografía
Tetonia se encuentra ubicada en las coordenadas 43°48′53″N 111°9′31″O / 43.81472, -111.15861. Según la Oficina del Censo de los Estados Unidos, Tetonia tiene una superficie total de 1.47 km², de la cual 1.47 km² corresponden a tierra firme y (0%) 0 km² es agua.

## Demografía
Según el censo de 2010, había 269 personas residiendo en Tetonia. La densidad de población era de 183,18 hab./km². De los 269 habitantes, Tetonia estaba compuesto por el 92.19% blancos, el 0% eran afroamericanos, el 0.74% eran amerindios, el 0% eran asiáticos, el 0% eran isleños del Pacífico, el 6.32% eran de otras razas y el 0.74% pertenecían a dos o más razas. Del total de la población el 10.78% eran hispanos o latinos de cualquier raza.